# Heinrich Schreiber
Heinrich Schreiber (Friburgo in Brisgovia, 14 luglio 1793 – Friburgo in Brisgovia, 29 dicembre 1872) è stato un teologo tedesco.

## Biografia
Studiò presso l'Università di Friburgo e nel 1815 ricevette l'ordinazione sacerdotale. Successivamente, insegnò presso il ginnasio della sua città natale e lavorò come bibliotecario. Nel 1821 conseguì la sua abilitazione e cinque anni dopo divenne professore di teologia morale presso l'università di Friburgo. Nel 1836 passò dalla facoltà teologica a quella filosofica, e quindi insegnò letteratura ed etica tedesca.
Intorno al 1845 si unì alla Chiesa cattolica tedesca, un'azione che portò alla sua scomunica dalla Chiesa cattolica romana e al suo licenziamento dall'Università di Friburgo. Dal 1846 dedicò il suo tempo e le sue energie alla ricerca storica.

## Opere principali
- Kriegs- und siegeslieder aus dem 15ten jahrhundert; come editore (di Leonhard Wächter, 1819).
- Freiburg im Breisgau mit seinen umgebungen; geschichte und beschreibung, 1825.
- Urkunden der Stadt Freiburg im Breisgau (2 volumi, 1828–29).
- Das Theater zu Freiburg, nebst urkundlichen Nachrichten über die ehemalige Schule der Meistersänger daselbst, 1837.
- Heinrich Loriti Glareanus; seine freunde und seine zeit, 1837.
- Die hexenprozesse zu Freiburg im Breisgau, Offenburg in der Ortenau und Bräunlingen auf der Schwarzwalde, 1837.
- Die feen in Europa. Eine historisch-archäologische monographie, 1842.
- Die ehernen Streitkeile zumal in Deutschland : eine historisch-archäologische Monographie, 1842.
- Geschichte der Stadt und Universität Freiburg im Breisgau (7 volumi, 1857–60).
- Der deutsche bauernkrieg; gleichzeitige urkunden ... 1524-1525, (1863).